# Bóng đá tại Thế vận hội Mùa hè 2004 – Giải đấu Nữ
Giải bóng đá nữ Thế vận hội lần thứ ba được diễn ra tại Thế vận hội Mùa hè 2004. Giải có sự tham dự của 10 đội tuyển quốc gia từ sáu liên đoàn châu lục được chia làm ba bảng, hai bảng ba đội và một bảng bốn đội. Các đội thi đấu vòng tròn một lượt, chọn ra 8 đội vào vòng tứ kết, bán kết, và cuối cùng là trận chung kết trên Sân vận động Karaiskakis vào ngày 26/8/2004.

## Phân hạt giống
| Nhóm 1: châu Âu                      | Nhóm 2: châu Mỹ            | Nhóm 3: Phần còn lại của thế giới      |
| ------------------------------------ | -------------------------- | -------------------------------------- |
| - Hy Lạp (Chủ nhà) - Đức - Thụy Điển | - Brasil - México - Hoa Kỳ | - Úc - Trung Quốc - Nhật Bản - Nigeria |

## Vòng chung kết
Chú giải:
- Các đội nền xanh nhạt là các đội đi tiếp vào vòng sau.

### Vòng bảng

#### Bảng A
| Đội       | Tr | T | H | B | BT | BB | HS | Đ |
| --------- | -- | - | - | - | -- | -- | -- | - |
| Thụy Điển | 2  | 1 | 0 | 1 | 2  | 2  | 0  | 3 |
| Nigeria   | 2  | 1 | 0 | 1 | 2  | 2  | 0  | 3 |
| Nhật Bản  | 2  | 1 | 0 | 1 | 1  | 1  | 0  | 3 |

| Thụy Điển | 0 – 1    | Nhật Bản    |
| --------- | -------- | ----------- |
|           | Chi tiết | Arakawa 24' |

| Nhật Bản | 0 – 1    | Nigeria   |
| -------- | -------- | --------- |
|          | Chi tiết | Okolo 55' |

| Thụy Điển                  | 2 – 1    | Nigeria   |
| -------------------------- | -------- | --------- |
| Marklund 68' · Moström 73' | Chi tiết | Akide 25' |

#### Bảng B
| Đội        | Tr | T | H | B | BT | BB | HS  | Đ |
| ---------- | -- | - | - | - | -- | -- | --- | - |
| Đức        | 2  | 2 | 0 | 0 | 10 | 0  | +10 | 6 |
| México     | 2  | 0 | 1 | 1 | 1  | 3  | −2  | 1 |
| Trung Quốc | 2  | 0 | 1 | 1 | 1  | 9  | −8  | 1 |

| Đức                                                                                       | 8 – 0    | Trung Quốc |
| ----------------------------------------------------------------------------------------- | -------- | ---------- |
| Prinz 13', 21', 73', 88' · Wunderlich 65' · Lingor 76' (ph.đ.) · Pohlers 82' · Müller 90' | Chi tiết |            |

| Trung Quốc   | 1 – 1    | México        |
| ------------ | -------- | ------------- |
| Quý Đình 34' | Chi tiết | Domínguez 11' |

| Đức                       | 2 – 0    | México |
| ------------------------- | -------- | ------ |
| Wimbersky 20' · Prinz 79' | Chi tiết |        |

#### Bảng C
| Đội    | Tr | T | H | B | BT | BB | HS  | Đ |
| ------ | -- | - | - | - | -- | -- | --- | - |
| Hoa Kỳ | 3  | 2 | 1 | 0 | 6  | 1  | +5  | 7 |
| Brasil | 3  | 2 | 0 | 1 | 8  | 2  | +6  | 6 |
| Úc     | 3  | 1 | 1 | 1 | 2  | 2  | 0   | 4 |
| Hy Lạp | 3  | 0 | 0 | 3 | 0  | 11 | −11 | 0 |

| Hy Lạp | 0 – 3    | Hoa Kỳ                            |
| ------ | -------- | --------------------------------- |
|        | Chi tiết | Boxx 14' · Wambach 30' · Hamm 82' |

| Brasil    | 1 – 0    | Úc |
| --------- | -------- | -- |
| Marta 36' | Chi tiết |    |

| Hy Lạp | 0 – 1    | Úc           |
| ------ | -------- | ------------ |
|        | Chi tiết | Garriock 27' |

| Hoa Kỳ                         | 2 – 0    | Brasil |
| ------------------------------ | -------- | ------ |
| Hamm 58' (ph.đ.) · Wambach 77' | Chi tiết |        |

| Hy Lạp | 0 – 7    | Brasil                                                                           |
| ------ | -------- | -------------------------------------------------------------------------------- |
|        | Chi tiết | Pretinha 21' · Cristiane 46', 55', 77' · Grazielle 49' · Marta 70' · Daniela 72' |

| Hoa Kỳ    | 1 – 1    | Úc         |
| --------- | -------- | ---------- |
| Lilly 19' | Chi tiết | Peters 82' |

## Vòng đấu loại trực tiếp
|  | Tứ kết                    | Tứ kết              |                        |   | Bán kết                    | Bán kết                    |                     |  | Chung kết | Chung kết |
|  |                           |                     |                        |   |                            |                            |                     |  |           |           |
|  | 20 tháng 8 - Patras       |                     |                        |   |                            |                            |                     |  |           |           |
|  |                           |                     |                        |   |                            |                            |                     |  |           |           |
|  | Đức                       | 2                   |                        |   |                            |                            |                     |  |           |           |
|  | Đức                       | 2                   | 23 tháng 8 - Heraklion |   |                            |                            |                     |  |           |           |
|  | Nigeria                   | 1                   |                        |   |                            |                            |                     |  |           |           |
|  | Nigeria                   | 1                   | Đức                    | 1 |                            |                            |                     |  |           |           |
|  | 20 tháng 8 - Thessaloniki |                     | Đức                    | 1 |                            |                            |                     |  |           |           |
|  |                           |                     | Hoa Kỳ                 | 2 |                            |                            |                     |  |           |           |
|  | Hoa Kỳ                    | 2                   | Hoa Kỳ                 | 2 |                            |                            |                     |  |           |           |
|  | Hoa Kỳ                    | 2                   | 26 tháng 8 - Athens    |   |                            |                            |                     |  |           |           |
|  | Nhật Bản                  | 1                   |                        |   |                            |                            |                     |  |           |           |
|  | Nhật Bản                  | 1                   | Hoa Kỳ                 | 2 |                            |                            |                     |  |           |           |
|  | 20 tháng 8 - Heraklion    |                     | Hoa Kỳ                 | 2 |                            |                            |                     |  |           |           |
|  |                           | Brasil              | 1                      |   |                            |                            |                     |  |           |           |
|  | México                    | Brasil              | 1                      | 0 |                            |                            |                     |  |           |           |
|  | México                    | 23 tháng 8 - Patras |                        | 0 |                            |                            |                     |  |           |           |
|  | Brasil                    | 5                   |                        |   |                            |                            |                     |  |           |           |
|  | Brasil                    | 5                   | Thụy Điển              | 0 | Trận tranh huy chương đồng | Trận tranh huy chương đồng |                     |  |           |           |
|  | 20 tháng 8 - Volos        |                     | Thụy Điển              | 0 | Trận tranh huy chương đồng | Trận tranh huy chương đồng |                     |  |           |           |
|  |                           |                     | Brasil                 | 1 |                            | 26 tháng 8 - Athens        | 26 tháng 8 - Athens |  |           |           |
|  | Thụy Điển                 | 2                   | Brasil                 | 1 |                            | 26 tháng 8 - Athens        | 26 tháng 8 - Athens |  |           |           |
|  | Thụy Điển                 | 2                   |                        |   | Đức                        | 1                          |                     |  |           |           |
|  | Úc                        | 1                   |                        |   | Đức                        | 1                          |                     |  |           |           |
|  | Úc                        | 1                   | Thụy Điển              | 0 |                            |                            |                     |  |           |           |
|  |                           |                     |                        | 0 |                            |                            |                     |  |           |           |

### Tứ kết
| Đức                     | 2 – 1    | Nigeria   |
| ----------------------- | -------- | --------- |
| Jones 76' · Pohlers 81' | Chi tiết | Akide 49' |

| Hoa Kỳ                  | 2 – 1    | Nhật Bản     |
| ----------------------- | -------- | ------------ |
| Lilly 43' · Wambach 59' | Chi tiết | Yamamoto 48' |

| México | 0 – 5    | Brasil                                            |
| ------ | -------- | ------------------------------------------------- |
|        | Chi tiết | Cristiane 25', 49' · Formiga 29', 54' · Marta 60' |

| Thụy Điển                   | 2 – 1    | Úc           |
| --------------------------- | -------- | ------------ |
| Ljungberg 25' · Larsson 30' | Chi tiết | de Vanna 48' |

### Bán kết
| Hoa Kỳ                   | 2 – 1 (h.p) | Đức          |
| ------------------------ | ----------- | ------------ |
| Lilly 33' · O'Reilly 99' | Chi tiết    | Bachor 90+2' |

| Brasil       | 1 – 0    | Thụy Điển |
| ------------ | -------- | --------- |
| Pretinha 64' | Chi tiết |           |

### Tranh huy chương đồng
| Đức        | 1 – 0    | Thụy Điển |
| ---------- | -------- | --------- |
| Lingor 17' | Chi tiết |           |

### Chung kết
| Hoa Kỳ                     | 2 – 1 (h.p.) | Brasil       |
| -------------------------- | ------------ | ------------ |
| Tarpley 39' · Wambach 112' | Chi tiết     | Pretinha 73' |

## Xếp hạng chung cuộc
| Hạng | Đội tuyển        | Tr | T | H | B | BT | BB | HS  | Đ  |
| ---- | ---------------- | -- | - | - | - | -- | -- | --- | -- |
| 1    | Hoa Kỳ (USA)     | 6  | 5 | 1 | 0 | 12 | 4  | +8  | 16 |
| 2    | Brasil (BRA)     | 6  | 4 | 0 | 2 | 15 | 4  | +11 | 12 |
| 3    | Đức (GER)        | 5  | 4 | 0 | 1 | 14 | 3  | +11 | 12 |
| 4    | Thụy Điển (SWE)  | 5  | 2 | 0 | 3 | 4  | 5  | –1  | 6  |
| 5    | Úc (AUS)         | 4  | 1 | 1 | 2 | 3  | 4  | –1  | 4  |
| 6    | Nigeria (NGR)    | 3  | 1 | 0 | 2 | 3  | 4  | –1  | 3  |
| 7    | Nhật Bản (JPN)   | 3  | 1 | 0 | 2 | 2  | 3  | –1  | 3  |
| 8    | México (MEX)     | 3  | 0 | 1 | 2 | 1  | 8  | –7  | 1  |
| 9    | Trung Quốc (CHN) | 2  | 0 | 1 | 1 | 1  | 9  | –8  | 1  |
| 10   | Hy Lạp (GRE)     | 3  | 0 | 0 | 3 | 0  | 11 | –11 | 0  |

## Thống kê

### Người ghi bàn
5 bàn
- Cristiane
- Birgit Prinz

4 bàn
- Abby Wambach

3 bàn
- Marta
- Pretinha
- Kristine Lilly

2 bàn
| - Formiga - Renate Lingor | - Conny Pohlers - Mia Hamm | - Mercy Akide |

1 bàn
| - Daniela - Grazielle - Isabell Bachor - Steffi Jones - Martina Müller - Petra Wimbersky - Pia Wunderlich - Shannon Boxx | - Heather O'Reilly - Lindsay Tarpley - Maribel Domínguez - Yamamoto Emi - Arakawa Eriko - Vera Okolo - Sara Larsson | - Hanna Ljungberg - Hanna Marklund - Malin Moström - Quý Đình - Heather Garriock - Joanne Peters - Lisa de Vanna |